# Cucuteni kultúra

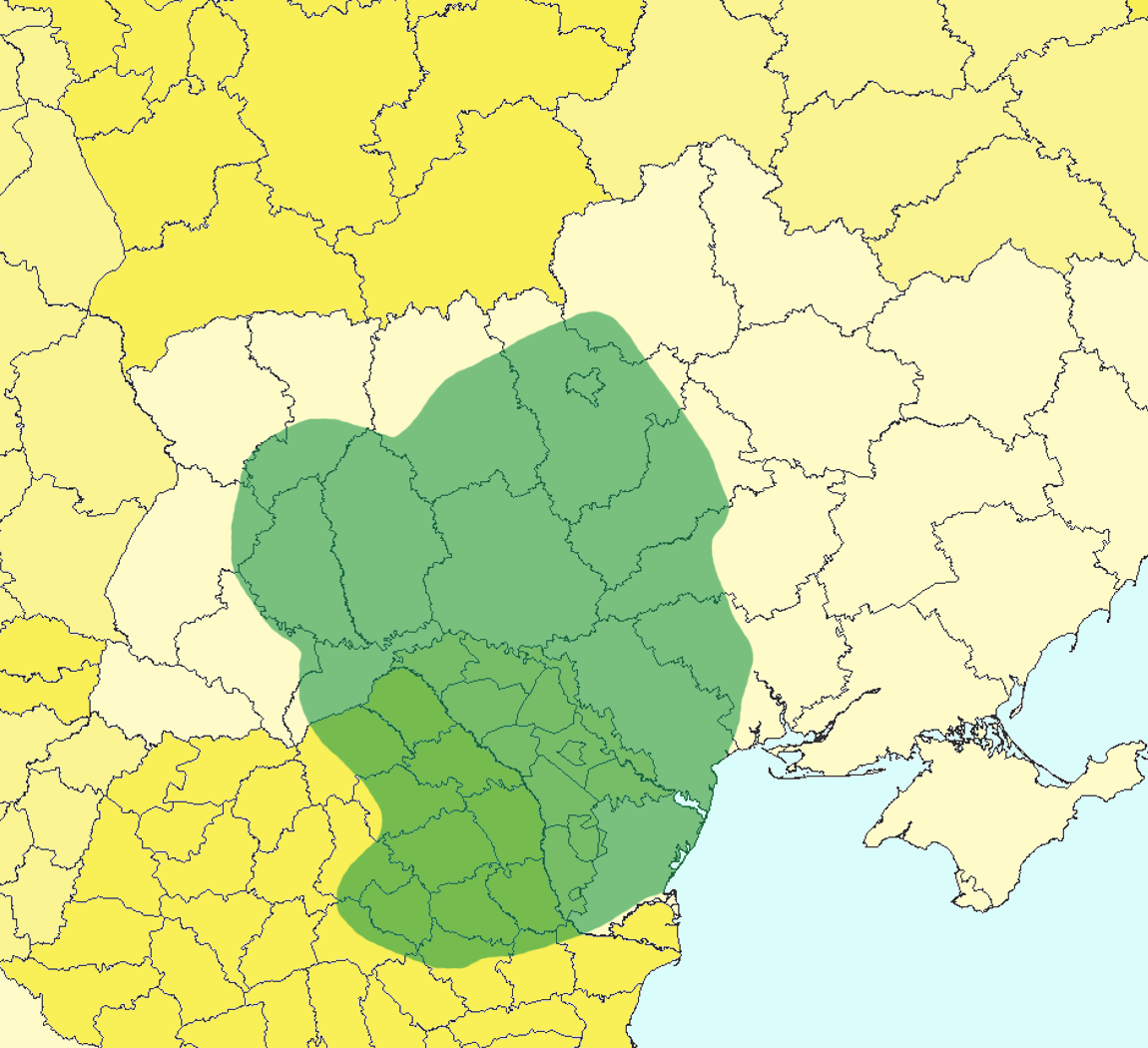

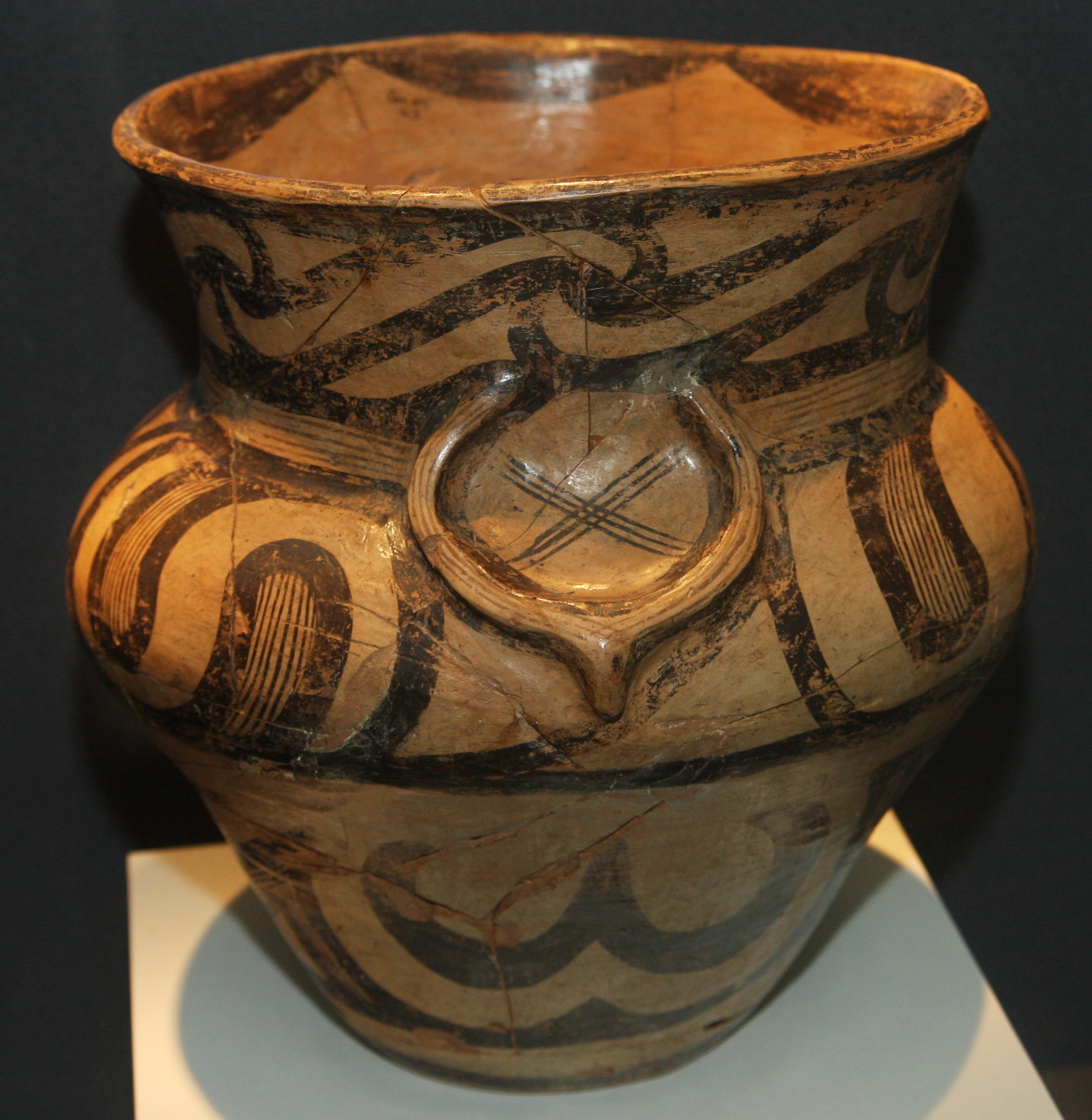

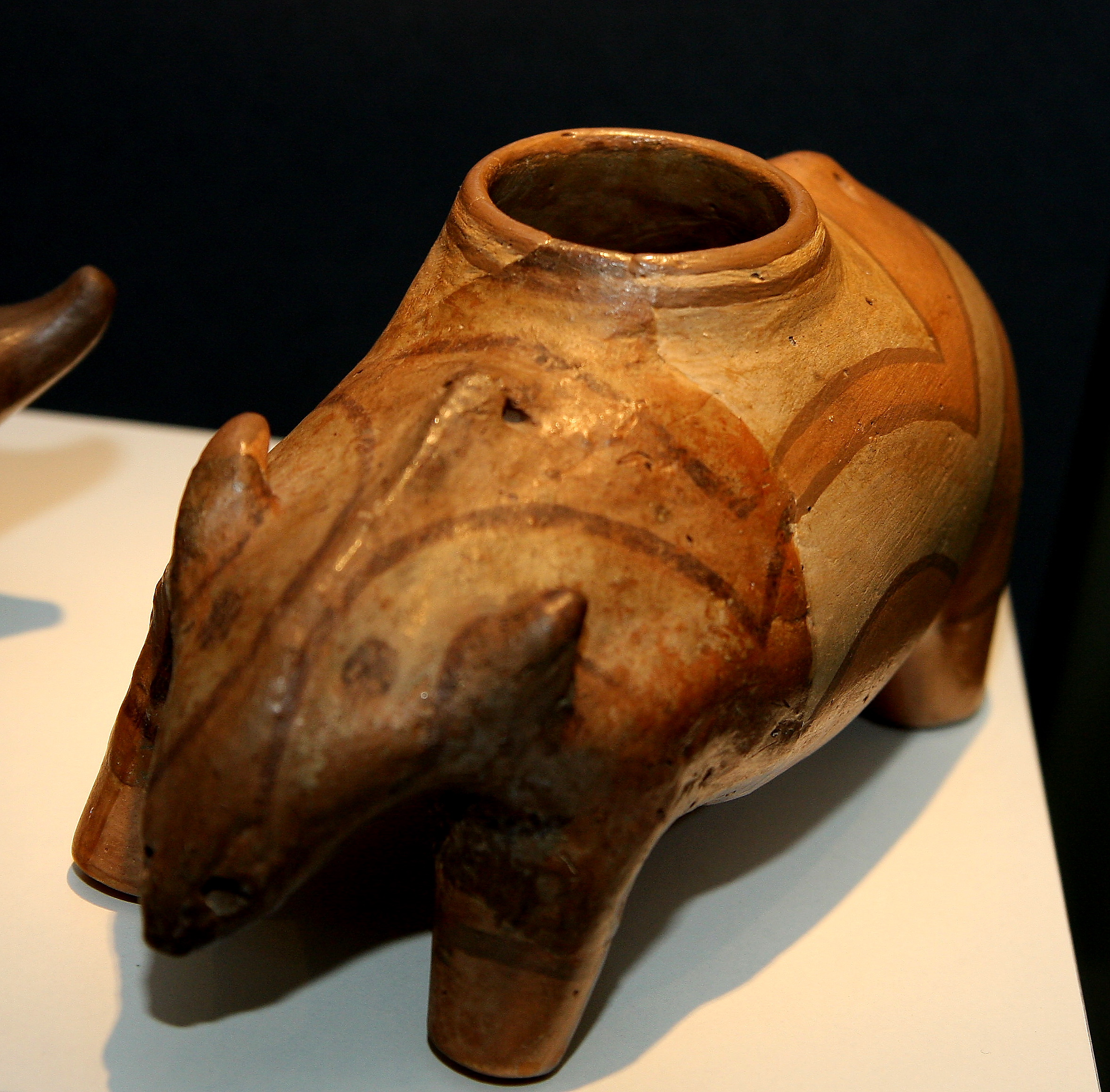

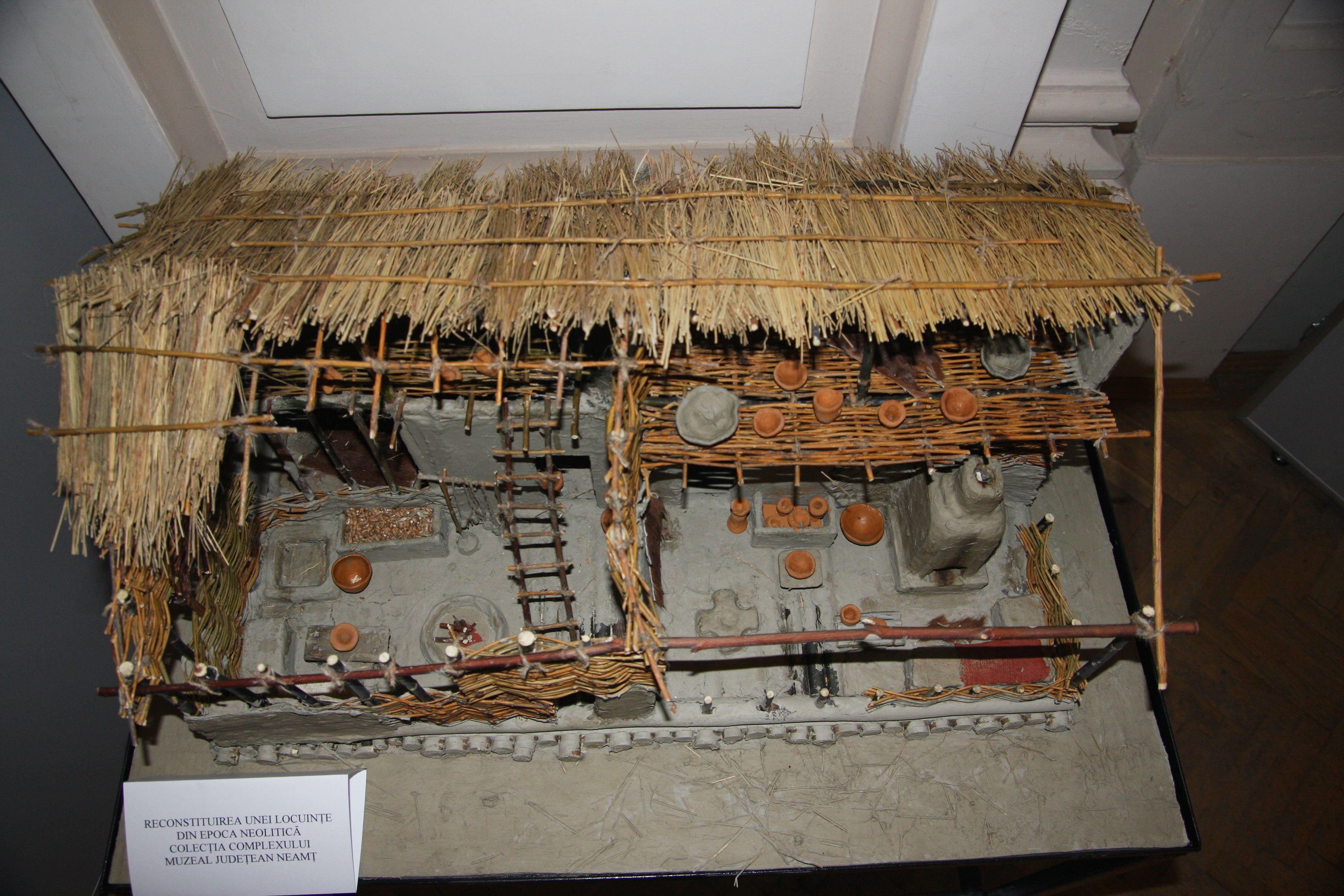

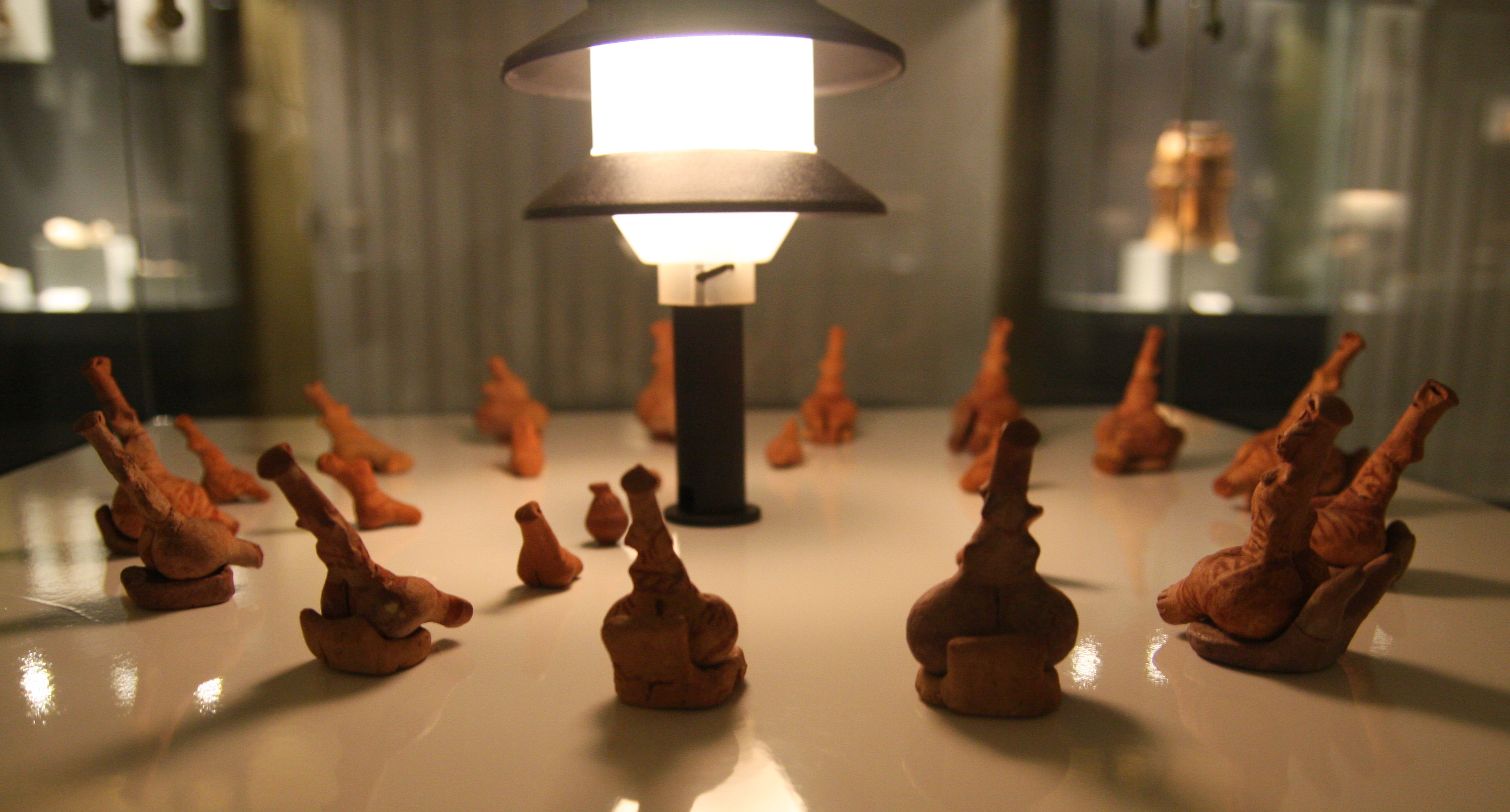

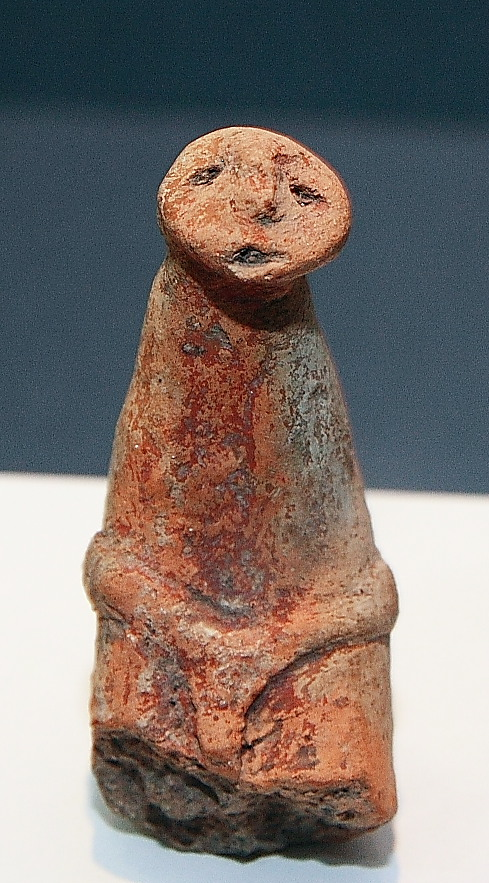

A cucuteni kultúra népéről ma még keveset tudunk. A régészeti ásatások kimutatták, hogy a városszerű településeken lakó népességük a mai Románia, Ukrajna és Moldova területén élt. Op-arthoz hasonló fazekasművészetükre jellemző volt a vonalak, körök és spirálok ismétlődése. Az egyedülálló geometriai művészettel rendelkező, kelet-európai, neolitikus kultúra virágkora kb. a 7000 évvel ezelőtti időkre tehető.

## Története
A cucuteni kultúra nevét a Romániában, Moldvában, a Prut folyó mellett fekvő Cucuteni (Kukutyin) községről kapta, melynek környékén a neolitikumból való 5-7000 éves leletek előkerültek.
A kultúra területe északon egészen a Maros vidékéig terjedt. Népessége felszíni, tapasztott házakból álló, a folyók teraszain vagy közvetlenül a völgyekben elhelyezkedő,  általában vízlelőhelyek közvetlen közelében fekvő településeken lakott.
Megélhetésüket a növénytermesztés és állattartás (szarvasmarha) biztosította, de hús-szükségletüket vadászattal és halászattal is kiegészítették.
Pattintott kőeszközeik, agyagból készült szoborábrázolásaik jellemzője volt azok kis mérete. Csiszolt kőszerszámaik (baltáik, vésőik) jellemzően négyzet vagy trapéz alakúak voltak, de csontból és agancsból készült eszközeiknek is fontos szerep jutott.
Edényeiket bemélyített, bekarcolt technikával készített spirál-, sakktábla-, farkasfogmotívumokkal, pontokkal kitöltött párhuzamos vonalakkal díszítették. Kultúrájuk kései szakaszában pedig edényeik felületén az égetés előtt felvitt, azokat teljesen befedő vörös festés lett jellemző.
A kultúra területén előkerült apró szobrocskák közt ritka volt a férfi ábrázolás. Az apró, telt női szobrok hosszú lábúak, testüket tetoválások díszítik.
Kultúrájuk késői szakaszában a fémfeldolgozás is szerepet nyert. Jellemzőik voltak a termésrézből készített árak és ékszerek.